# Jelnja
Jelnja (russisch Ельня) ist eine Stadt in der Oblast Smolensk (Russland) mit 10.095 Einwohnern (Stand 14. Oktober 2010).

## Geographie
Die Stadt liegt am Südrand der Smolensker Höhen, etwa 80 km östlich der Oblasthauptstadt Smolensk, am Oberlauf der Desna, eines linken Nebenflusses des Dnepr.
Die Stadt Jelnja ist Verwaltungszentrum des gleichnamigen Rajons.
Jelnja liegt an der 1899 eröffneten eingleisigen Eisenbahnstrecke Smolensk – Suchinitschi.

## Geschichte
Jelnja wird erstmals 1150 (nach anderen Angaben zwischen 1211 und 1218) als städtische Ansiedlung Jelna erwähnt. Der Name kommt vom russischen jel, altrussisch jelina für Fichte bzw. jelan, veraltet für Rodung.
Im 15. Jahrhundert kam der Ort als Teil des früheren Fürstentums Smolensk zum Großfürstentum Litauen, 1522 zum Großfürstentum Moskau. Zwischenzeitlich (1612–1654) wieder unter polnisch-litauischer Herrschaft, kam Jelnja im Ergebnis des Polnisch-Russischen Krieges 1654–1667 endgültig zu Russland.

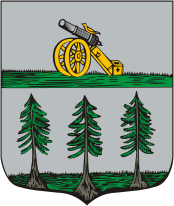
Wappen (1780)

1776 erhielt der Ort offizielles Stadtrecht und wurde Verwaltungszentrum eines Ujesds (Kreises).
Während Napoleons Russlandfeldzug 1812 war Jelnja wichtiges Zentrum der Partisanenbewegung. Während der russischen Gegenoffensive befand sich hier zeitweilig Generalfeldmarschall Kutusows Hauptquartier.
Auch im Zweiten Weltkrieg war Jelnja Schauplatz bedeutender Kämpfe. Am 30. August 1941 begann hier die Jelnja-Offensive im Rahmen der Kesselschlacht bei Smolensk, der ersten erfolgreichen Gegenoffensive der Roten Armee. Wegen der danach erfolgten erstmaligen Auszeichnung von vier Einheiten der Roten Armee mit dem Titel „Garde“ gilt Jelnja als „Geburtsort der Sowjetischen Garde“. Die Umgebung der Stadt befand sich in der Folgezeit unter relativ fester Kontrolle von Partisaneneinheiten der Dorogobuscher Partisanenregion, die im März 1942 auch die Stadt selbst drei Tage lang besetzen konnten. 1943 spielte Jelnja eine Schlüsselrolle bei der Gegenoffensive der Roten Armee in der Folge der Schlacht am Kursker Bogen. Mit der am 30. August erzwungenen Räumung der Stadt von deutschen Truppen begann deren Rückzug an diesem Frontabschnitt im großen Maßstab. Die Stadt wurde mit dem Orden des Vaterländischen Krieges I. Klasse ausgezeichnet.

## Bevölkerungsentwicklung

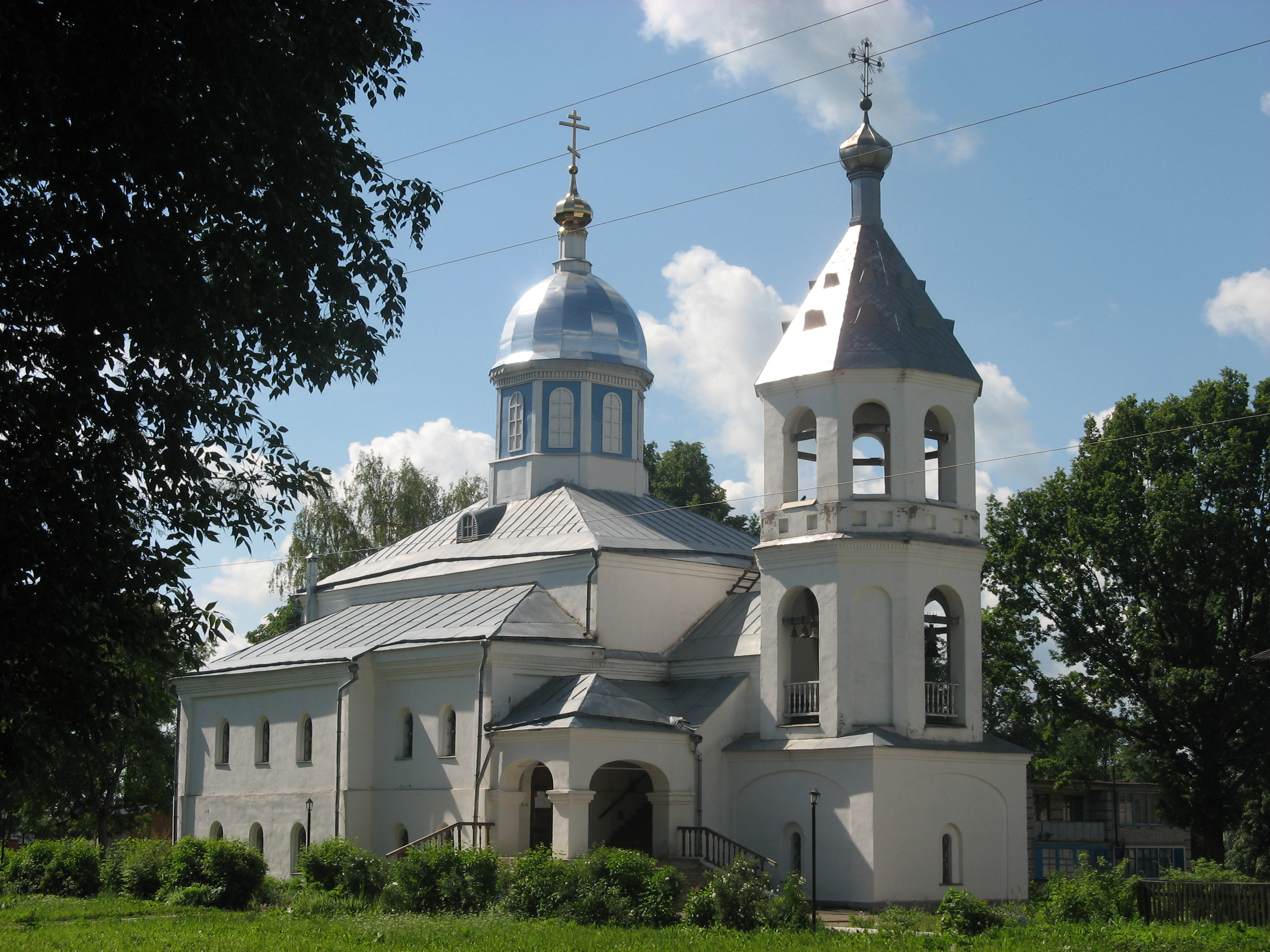
Prophet-Ilia-Kirche

| Jahr | Einwohner |
| ---- | --------- |
| 1897 | 02.441    |
| 1926 | 04.458    |
| 1939 | 07.132    |
| 1959 | 06.897    |
| 1970 | 08.336    |
| 1979 | 09.078    |
| 1989 | 09.868    |
| 2002 | 10.798    |
| 2010 | 10.095    |

Anmerkung: Volkszählungsdaten

## Kultur und Sehenswürdigkeiten

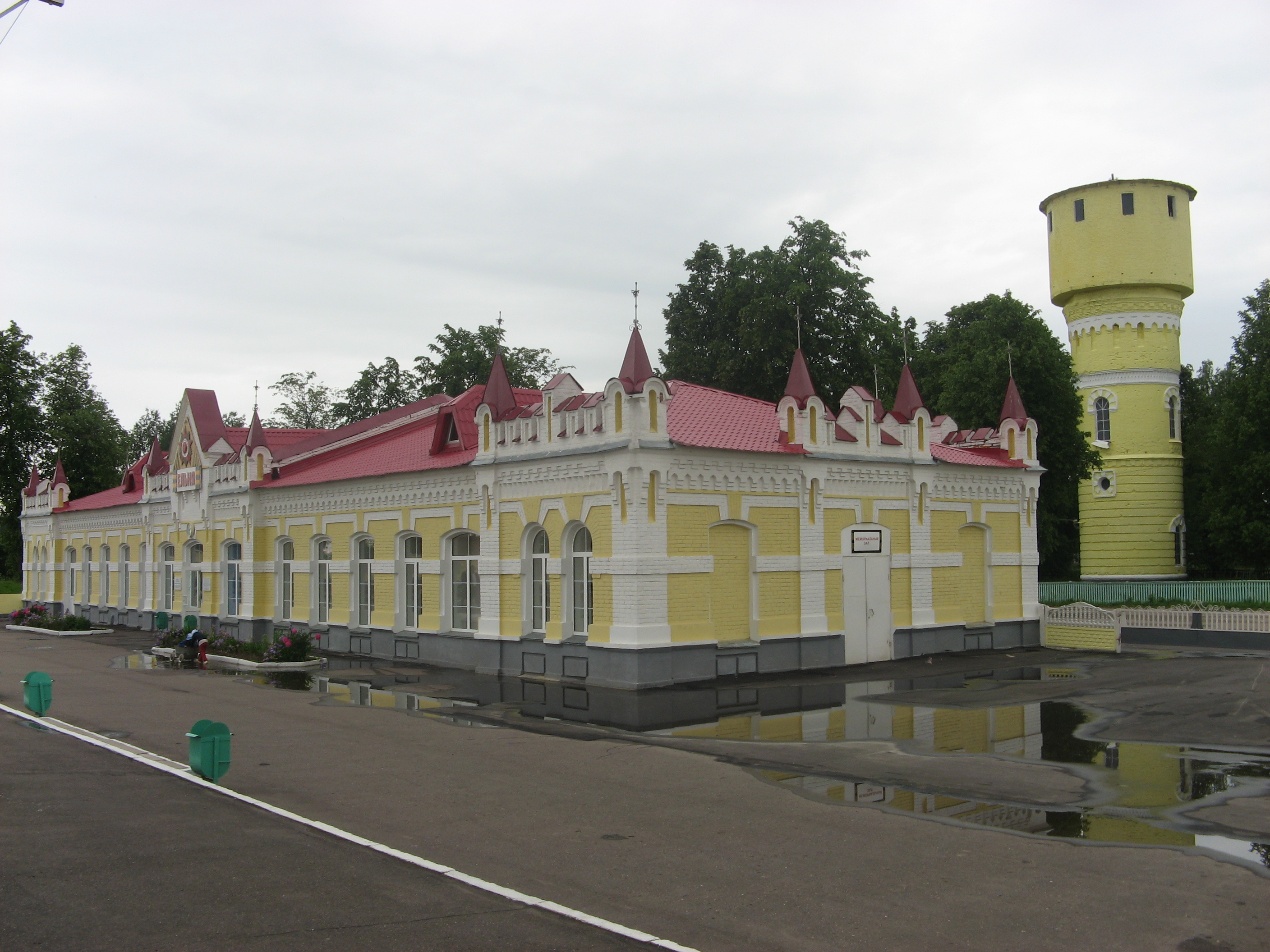
Bahnhof Jelnja

Sehenswert ist der Bahnhofskomplex vom Ende des 19. Jahrhunderts. 1992 wurde eine neue Prophet-Ilia-Kirche (церковь Пророка Илии/zerkow Proroka Ilii) errichtet. Seit 1969 besitzt Jelnja ein Historisches- und Heimatmuseum.
20 Kilometer südlich der Stadt befindet sich im Dorf Nowospasskoje der Landsitz, auf dem 1804 der Komponist Michail Glinka geboren wurde. Seit 1982 ist das Haus Glinka-Museum. Hier findet ein alljährliches Glinka-Musikfestival statt. Im Dorf steht außerdem die Kirche der Gottesmutter von Tichwin (церковь Тихвинской иконы Божией Матери/zerkow Tichwinskoi ikony Boschijei Materi) von 1786.

## Wirtschaft
In Jelnja gibt es Betriebe der Textil- (Leinen), Bau- und Lebensmittelwirtschaft.